# ایر بیشکک
ایر بیشکک (به انگلیسی: Air Bishkek) یک شرکت هواپیمایی با کد یاتا KR است که در تاریخ ۲۰۰۴ میلادی تأسیس شده است. دفتر مرکزی ایر بیشکک در بیشکک، قرقیزستان واقع شده‌است و به ۱۰ مقصد، پرواز مستقیم انجام می‌دهد.

## مقصدهای پروازی

### مقصدهای کنونی

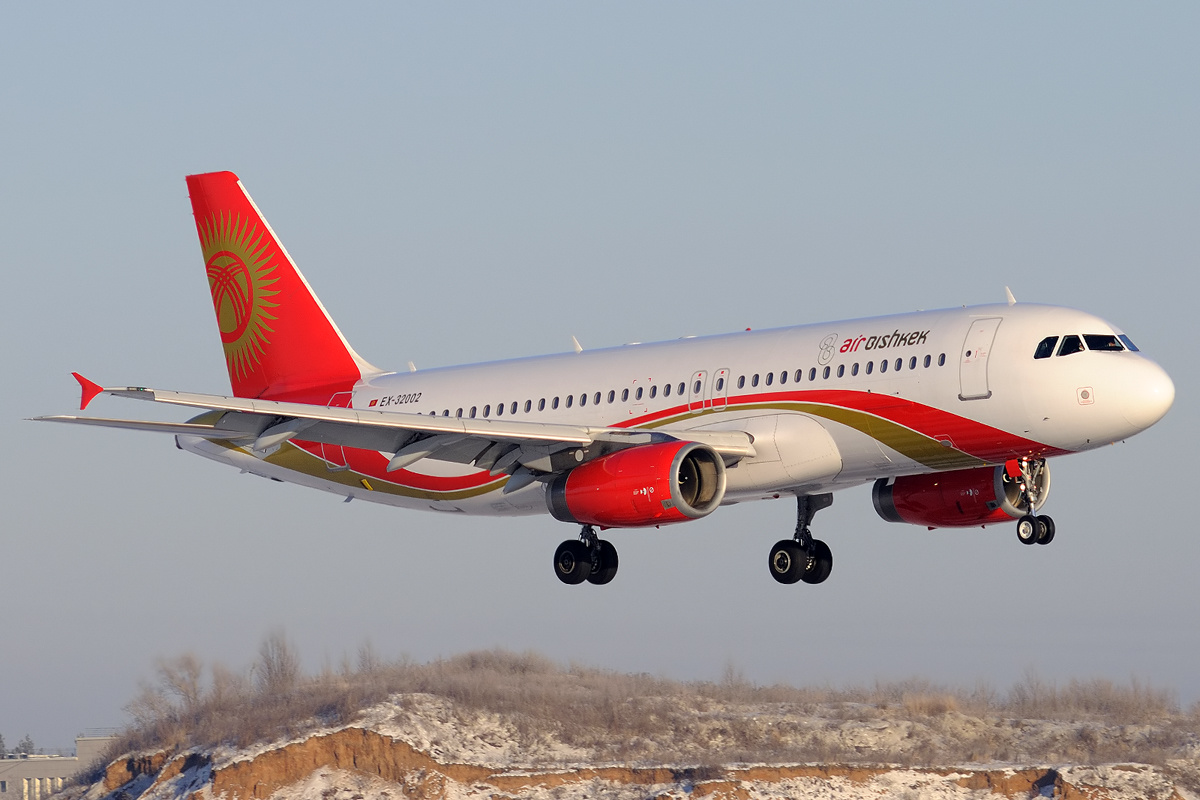
یک فروند هواپیمای ایرباس ای۳۲۰–۲۰۰ ایر بیشکک در حال فرود در فرودگاه بین‌المللی دوموده‌دوو در سال ۲۰۱۲ میلادی.

مقصدهای پروازی ایر بیشکک به شرح زیر است:
چین
- اورومچی – فرودگاه بین‌المللی اورومچی دیووپو

قرقیزستان
- بیشکک – فرودگاه بین‌المللی مناس قطب
- اوش – فرودگاه اوش قطب

روسیه
- ایرکوتسک – فرودگاه بین‌المللی ایرکوتسک
- مسکو – فرودگاه بین‌المللی دوموده‌دوو
- سورگوت – فرودگاه بین‌المللی سورگوت

### مقصدهای پیشین
روسیه
- بلگورود - فرودگاه بلگورود
- نووسیبیرسک – فرودگاه تولمچوا
- یکاترینبورگ - فرودگاه کولتسوو